# آخر الليل مع سيث مايرز
آخر الليل مع سيث مايرز (بالإنجليزية: Late Night with Seth Meyers) برنامج حوار-مسائي أمريكي يقدمه سيث مايرز على قناة «NBC». بدأ عرضه في 24 فبراير، 2014 وانتجته شركة «برودواي فيديو» و «يونيفيرسال تيليفيشن». وهو التسجيد الرابع لبرنامج اخر الليل. كما يظهر في البرنامج الممثل والموسيقي فريد آرميسين قائداً للفرقة الموسيقية. يتم تسجيل البرنامج في «ستوديو 8G» في مركز روكفلر في مدينة نيويورك.
يُعرض البرنامج من الاثنين إلى الخميس في الساعة 12:37 صباحاً، يفتتح البرنامج بمونولوج يقدمه سيث مايرز، ويحتوي البرنامج على عدة فقرات ومشاهد كوميدية، أداء موسيقي ولقاءات. يُشاهد البرنامج 1.5 مليون مُشاهد كل ليلة.

## تاريخ البرنامج
اخر الليل مع سيث مايرز هو التسجيد الرابع لبرنامج اخر الليل الذي أعده وقدمه ديفيد ليترمان، اختير سيث مايرز ليقدم البرنامج بعد ان إنتقل جيمي فالون إلى برنامج الليلة (حالياً: برنامج الليلة بطولة جيمي فالون)، حيث خلف جاي لينو بتقديم البرنامج في 17 فبراير، 2014. في الحلقة الأولى استضاف سيث زميلته السابقة في برنامج ساترداي نايت لايف، آيمي بولر ونائب الرئيس الأمريكي جو بايدن.

## أبرز فقرات البرنامج

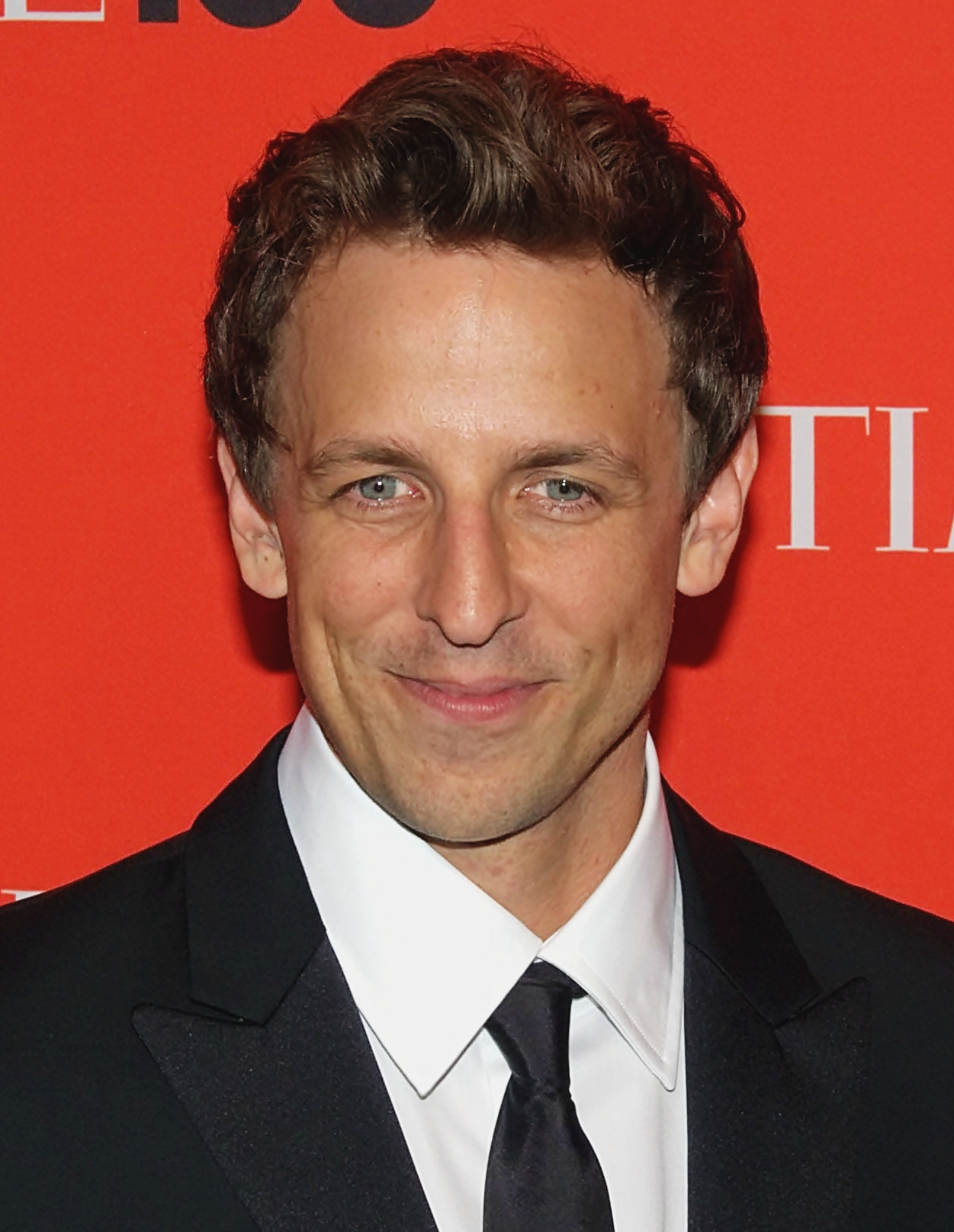
مقدم البرنامج سيث مايرز.

تتكرر بعض المشاهد والفقرات الكوميدية في البرنامج مثل:

### نظرة أقرب
يشرح مايرز قضايا سياسية غير مفهومة بسخرية.

### فريد يتحدث
يرتجل فريد آرميسين بإجابة أسئلة سيث مايرز. عادة ما يسأل سيث عن ما إذا كان فريد يعمل على مشروع ما وانه سمع بذلك.

### حقاً؟!
يشترك سيث مع زميلته السابقة من برنامج ساترداي نايت لايف، آيمي بولر في أداء هذه الفقرة حيث يناقشون خبرٌ ما بعصبية ويرددون حقاً.. حقاً.

### مسرح الفُرصة الثانية
يعطي سيث فرصة لزملائه السابقون من برنامج ساترداي نايت لايف فرصة أداء مشهد كوميدي كتبوه سابقاً ولم يعرض على ى التلفاز، شارك في هذه الفقرة: ويل فورتيه وجيسون سوديكس.

## تصنيف
عند عرضه الأول حصل برنامج اخر الليل مع سيث مايرز على نسب مشاهدة عالية وصلت إلى 3.4 مليون مشاهد، وتصنيف 1.4 بين المشاهدين البالغين الذين تتراوح أعمارهم بين 18-49 عاماً، واعلى نسب مشاهدة لبرنامج اخر الليل منذ يناير 2005. وبعد عدة أشهر من عرضه حصل على 1.5 مليون مشاهد بالليلة.

## انظر ايضاً
- برنامج الليلة بطولة جيمي فالون
- جيمي كيميل لايف!

## وصلات خارجية
- الموقع الرسمي
- آخر الليل مع سيث مايرز على موقع IMDb (الإنجليزية)
- آخر الليل مع سيث مايرز على موقع ميتاكريتيك (الإنجليزية)
- آخر الليل مع سيث مايرز على موقع روتن توميتوز (الإنجليزية)
- آخر الليل مع سيث مايرز على موقع كينوبويسك (الروسية)
- آخر الليل مع سيث مايرز على موقع ميوزك برينز (الإنجليزية)
- آخر الليل مع سيث مايرز على موقع قاعدة بيانات الفيلم (الإنجليزية)